# 高基瑶族乡
高基瑶族乡是中华人民共和国广西壮族自治区柳州市三江侗族自治县下辖的一个民族乡。

## 行政区划
高基瑶族乡下辖以下村级行政区划单位：
桐叶村、高基村、白郡村、江口村、冲干村、弓江村、拉旦村和蓖梳村。